# Vers un avenir radieux
Pour plus de détails, voir Fiche technique et Distribution.
Vers un avenir radieux (Il sol dell'avvenire) est une comédie dramatique italienne co-écrite et réalisée par Nanni Moretti, sortie en 2023.
Il est présenté en compétition officielle au Festival de Cannes 2023.

## Synopsis
Giovanni, réalisateur, est en plein tournage de son film consacré à la réaction du parti communiste italien (PCI) face à l'insurrection de Budapest en 1956. Sa femme Paola, productrice, produit pour la première fois un film d'un autre réalisateur que son mari. Leur couple bat de l'aile, elle souhaite le quitter, et consulte un psychanalyste à l'insu de son mari.
Le film de Giovanni est centré sur la vie d'une section romaine du parti communiste italien. Les responsables ont justement invité un cirque hongrois, et la soudaine répression de l'insurrection bouleverse les artistes et divise les membres de la section. Le responsable, Ennio, souhaite suivre la position officielle du parti et soutenir l'Union soviétique. Vera, elle, est choquée et estime que ce n'est pas en phase avec ses valeurs.
Mais Giovanni doit interrompre le tournage de son film parce que Pierre, son producteur français, est à court d'argent. A contrecœur, Giovanni a un entretien avec des salariés de Netflix pour voir si cette entreprise ne pourrait pas apporter les fonds qui manquent, mais aucun terrain d'entente ne peut être trouvé. Les représentants de Netflix disent notamment à Giovanni qu'il manque à son film un moment « what the fuck ». Finalement, Giovanni et Paola trouvent des producteurs coréens qui sont enthousiasmés par le projet et par le scénario qui prévoit que le film se termine sur le suicide d'Ennio.
Paola finit par avouer à Giovanni qu'elle veut le quitter. Elle a même déjà loué un appartement pour y vivre seule. Giovanni décide de changer le dénouement du film : Ennio ne se suicidera pas. Un groupe de militants et de militantes se rend au siège du parti communiste italien et obtient que la direction du PCI se désolidarise de l'Union soviétique. Tous les acteurs du film  se retrouvent alors à défiler sur la via dei Fori imperialii, avec des drapeaux rouges et un portrait de Trotski. Le film se termine sur l'annonce que grâce à l'abandon par le PCI de sa ligne prosoviétique, l'Italie a pu réaliser l'utopie communiste chère à Marx et Engels.

## Fiche technique
Sauf indication contraire, les informations mentionnées dans cette section peuvent être confirmées par la base de données cinématographiques IMDb,  présente dans la section « Liens externes ».
- Titre francophone : Vers un avenir radieux[1]
- Titre original : Il sol dell'avvenire[2]
- Réalisation : Nanni Moretti
- Assistant réalisateur : Ciro Scognamiglio
- Scénario : Francesca Marciano, Nanni Moretti, Federica Pontremoli (it), Valia Santella
- Musique : Franco Piersanti
- Décors : Alessandro Vannucci
- Costumes : Silvia Segoloni
- Photographie : Michele D'Attanasio (it)
- Son : Alessandro Zanon
- Montage : Clelio Benevento
- Production : Nanni Moretti, Domenico Procacci
- Directeur de production : Luigi Lagrasta
- Sociétés de production : Sacher Film, Fandango, Rai Cinema, Le Pacte, France 3 Cinéma
- Société de distribution : 01 Distribution (Italie), Le Pacte (France)
- Pays de production :  Italie,  France
- Langue de tournage : italien
- Format : Couleur - 1,85:1
- Genre : Comédie dramatique
- Durée : 95 minutes
- Dates de sortie :
  - Italie : 20 avril 2023
  - France : mai 2023 (Festival de Cannes 2023), 28 juin 2023 (en salles[3])

## Distribution
Sauf indication contraire, les informations mentionnées dans cette section peuvent être confirmées par la base de données cinématographiques IMDb,  présente dans la section « Liens externes ».
- Nanni Moretti : Giovanni
- Margherita Buy : Paola
- Silvio Orlando : 1) Ennio/ 2) Silvio, interprète du rôle d'Ennio
- Barbora Bobulova : 1) Vera /2) Barbora, interprète du rôle de Vera
- Mathieu Amalric : Pierre Cambou, le producteur
- Zsolt Anger : le directeur du cirque hongrois
- Jerzy Stuhr : Jerzy, l'ambassadeur polonais
- Arianna Pozzoli : l'assistante réalisatrice
- Teco Celio : le psychanalyste de Paola
- Giuseppe Scoditti : Giuseppe, le réalisateur du film d'action
- Valentina Romani : Emma, la fille de Giovanni et Paola
- Renzo Piano : lui-même[4]
- Alba Rohrwacher : elle-même
- Lina Sastri : elle-même
- Jasmine Trinca : elle-même

## Production

### Musique
La bande-originale est composée par Franco Piersanti, pour sa septième collaboration avec Moretti.
Le cinéaste accompagne son film de plusieurs chansons du répertoire italien, américain et français :
- Sono Solo Parole de F. Moro et Nada (1974)
- Canzone dell'amor perduto de Fabrizio De André (1966)
- Lontano Lontano de Luigi Tenco (1966)
- Voglio Vederti Danzare de Franco Battiato (1982)
- Think de The Blues Brothers et d'Aretha Franklin (1980)
- Et si tu n'existais pas de Joe Dassin (1975)
- Dolly per pianoforte a quattro mani de Gabriel Fauré (1897)

## Thèmes
Avec Vers un avenir radieux, tourné à Cinecittà et dans les rues de Rome du 8 mars au 21 juin 2022, dont le titre original, Il sol dell'avvenire, évoque le symbole du PSDI et qu'il situe dans le milieu du cinéma et du cirque entre les années 1950 et les années 1970, Nanni Moretti signe son retour à la comédie, à la satire et à la critique de la société italienne. Il affirme, pour La Repubblica, que le film n'est pas son testament et qu'il ne veut pas entendre parler en une d'un titre politique.
Le titre italien Il sol dell'avvenire est aussi un vers de la chanson de la résistance italienne Fischia il vento.
À propos de la scène d'une ironie mordante dans laquelle un jeune acteur du film dans le film s'étonne : « Il y avait des communistes en Italie ? Les communistes ne vivaient pas qu'en Russie ? » Nanni Moretti explique lors de la conférence de presse à Cannes que le propos du personnage du réalisateur Giovanni, à l'instar du réalisateur Moretti, est de défendre ce film qui ne va intéresser personne parce qu'il raconte une histoire que personne ne connaît.

## Accueil critique
En France, le site Allociné propose une moyenne de 3,9⁄5, fondée sur 26 critiques de presse.

## Distinctions
Neuvième film de Nanni Moretti en compétition sur la Croisette, le film est présenté dans la sélection officielle du Festival de Cannes 2023. Fait rarissime bien que prévu par le règlement, le film sort dans les salles italiennes avant sa présentation à Cannes.

#### Conférence de presse, présentation
- « Il sol dell'avvenire de Nanni Moretti », sur festival-cannes.com
- (it) « Elefanti, Trotskij e bandiere rosse invadono via dei Fori Imperiali. Il nuovo film di Moretti », sur youtube.com

#### Bandes annonce
- « Il sol dell avvenire de Nanni Moretti », sur festival-cannes.com
- (it) « Bande annonce », sur youtube.com